# Família Dragffy
La família Drágffy de Bélteki (en hongarès: bélteki Drágffy) és una família aristocràtica hongaresa, provinent de Marmàcia (Maramures en romanès) on els seus avantpassats eren uns poderosos boiars.

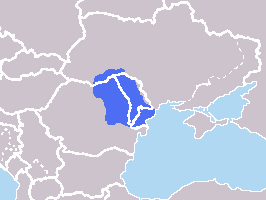
Mapa de la Moldàvia històrica

Dragoș de Moldàvia (segle XIV), noble d'origen maramuresà, és considerat el primer príncep de Moldàvia (1351-1353), i fundador del principat. Va ser enviat per Lluís I d'Hongria per establir una línia de defensa contra l'Horda d'Or, un poderós imperi mogol que amenaçava les fronteres orientals del Regne d'Hongria. Aquesta expedició va marcar l'inici de la història de Moldàvia com a entitat política diferenciada.

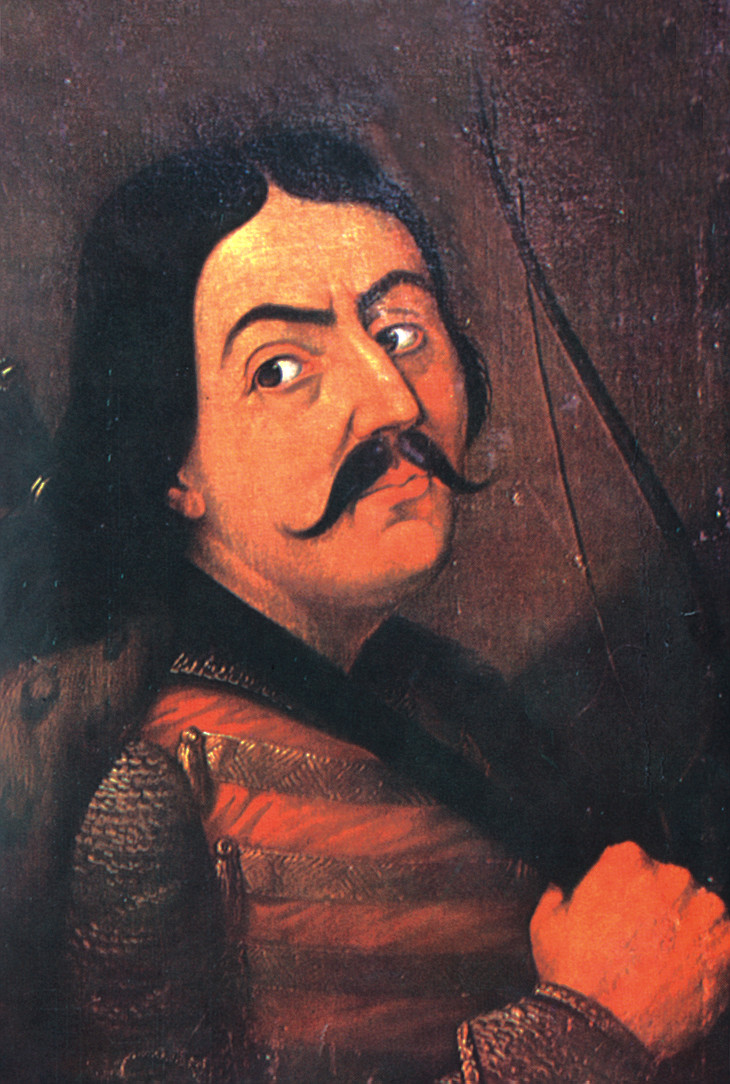
I. Drágos, príncep de Moldàvia, a 19. pintura del segle

Dragoș de Moldàvia és pare de Drágos Gyulafalvi ( Dragos de Giulești ), voivode, i de Sas de Moldàvia ( Bélteki Szász ), príncep de Moldàvia (1354–1358).
Es coneixen cinc fills del príncep Bélteki Szász: Balk Bélteki (Bâlc de Moldàvia), Drág Bélteki, János Bélteki "Oláh", István Bélteki ( Szczepan Węgrzyn Ryboticzky en polonès, Stefan Polonul en romanès) i una filla de la qual va ser capità Dragam, Bodony, el marit del casting. Tots portaven el cognom Bélteki en honor al seu pare.
Bélteki Szász va fundar el poble de Dragomér a Máramaros ( Dragomirești en romanès).
Bâlc de Moldàvia només va regnar un any, atès que un voivoda de Maramureș, Bogdan I el Fundador ( Bogdan Întemeitorul ) el va deposar.
El 1365, rei d'Hongria va demanar a Bâlc de Moldàvia i als seus cosins Dragomir i Ștefan Drag (o Dragoș), que recuperessin les terres que Bogdan I havia deixat, i que reprengués la funció de cnéz de Maramureș.
Bâlc i Drag van governar Maramureș fins al 1395, quan Bâlc va morir després de ser elevat al títol de comte de Szatmár (al voltant de l'actual Satu Mare ) i comte de Szekler .
Drag (Dragoș) és, per tant, l'avantpassat de la família hongaresa Drágffy.

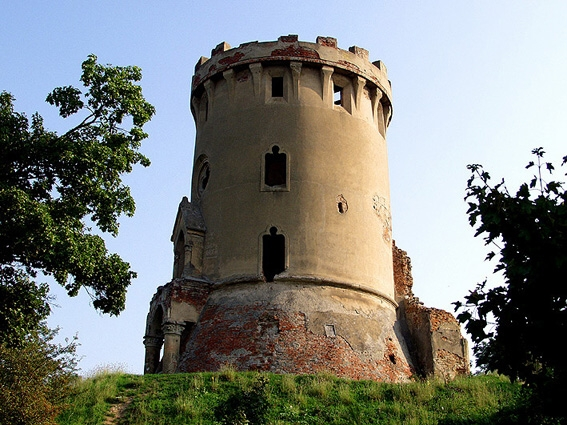
El castell d'Erdód va ser construït per Bertalan Drágffy

A partir del segle XIV, només els catòlics podien formar part de la noblesa. Així és com la major part de l'aristocràcia romanesa es va convertir al catolicisme i va ser magiaritzada.

## Personalitats
- Bertalan Drágffy (hu) (1447-1501), voïvode de Transylvanie, chevalier de la Cour du roi Matthias. Père du suivant.
- János Drágffy (hu) (†1526), főispán, juge suprême du Royaume de Hongrie, Grand échanson, décédé à la bataille de Mohács (1526).
- Gáspár Drágffy (hu) (1506-1545), főispán de Közép-Szolnok.
- Anna Drágffy (fl 1522-1527), épouse de  Kristóf Frangepán (†1527), ban de Croatie.
- Julianna Drágffy (fl 1498-1500), épouse de András Báthori de Ecsed, Maître de la cavalerie (Lovászmester), főispán de Szabolcs et Szatmár.